# Инга (Параиба)
Инга (порт. Ingá)  —  муниципалитет в Бразилии, входит в штат Параиба. Составная часть мезорегиона Сельскохозяйственный район штата Параиба. Входит в экономико-статистический  микрорегион Итабаяна. Население составляет 17 129 человек на 2006 год. Занимает площадь 197,9 км². Плотность населения — 59,5 чел./км².
Праздник города — 3 ноября. 

## История
Город основан в 1843 году.

## Статистика
- Валовой внутренний продукт на 2003 год составляет 36 290 039,00 реалов (данные: Бразильский институт географии и статистики).
- Валовой внутренний продукт на душу населения на 2003 год составляет 2099,27 реалов (данные: Бразильский институт географии и статистики).
- Индекс развития человеческого потенциала на 2000 год составляет 0,565 (данные: Программа развития ООН).

## География

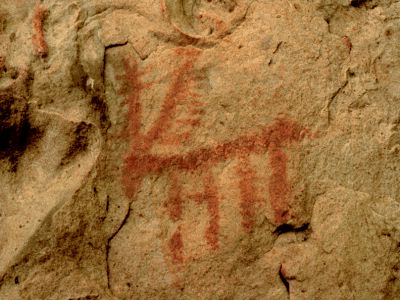

Климат местности: полупустыня.